# Manoir de Kerfaz
Le manoir de Kerfaz est situé à Limerzel en France.

## Localisation
Le manoir est situé sur le territoire de la commune de Limerzel, au lieu-dit Kerfaz, dans le département du Morbihan en région Bretagne.

## Description
Le manoir date des XVIe et XVIIe siècles, édifice à un étage carré, élévation ordonnancée, construit en moellons de granite. Toiture à longs pans recouverte d'ardoises, pignon découvert. Escalier hors- œuvre.

## Historique
Le manoir date du quatrième quart du XVIe siècle remanié au XIXe siècle. Les communs sont du XVIIe siècle, la ferme du XIXe siècle est partiellement datée de 1864. Il est créé par Louis de Coëtlogon, mais la seigneurie, avec moyenne et basse justice, est plus ancienne. Aujourd'hui le manoir, flanqué d'une grosse tour carrée, est la résidence de Mme Hardy, née du Cosquer de Kerviler.
Il est inscrit à l'inventaire général du patrimoine culturel.